# Nyssa biflora
Nyssa biflora är en kornellväxtart som beskrevs av Thomas Walter. Nyssa biflora ingår i släktet Nyssa och familjen kornellväxter. Inga underarter finns listade i Catalogue of Life.